# 渡瀬主一郎
渡瀬 主一郎（わたぜ しゅいちろう、1885年2月18日 - 1958年8月12日）は、日本組合基督教会の牧師で、日本最初の口語訳聖書を翻訳した人物である。同じく牧師の千葉昌雄、渡瀬常吉の実弟であり、牧師3兄弟であった。

## 来歴
1885年（明治18年）熊本県八代の士族渡瀬勝礼の3男として生まれた。東京本郷の郁文館中学校を卒業。第一高等学校中退。その後、同志社大学神学部を卒業する。
1889年（明治22年）兄渡瀬常吉と千葉昌雄の説得により洗礼を受ける。1917年10月8日に按手礼を受ける。伝道師に准允され、日向町ついで、大阪教会の宮川経輝牧師のもとで伝道師になる。その後、鹿児島教会の牧師になる。
また、大江女学校（大江高等学校）の校長に就任し、妻タツと共に経営にあたる。経営が復興すると、竹崎八十雄に職を譲り、アメリカのオベリン大学神学部に一年間留学する。
帰国後、番町教会、鹿児島教会の牧師を務める。牧会の傍ら、ローマ書のギリシア語原典研究に取り組み、新約聖書全巻の口語訳を完成させる。1942年に西荻窪に移住し、住家を教会にする。また、千葉市の伝道所の責任を持つ。
1952年12月25日賀川豊彦、武藤富男の協力で、日本最初の口語訳聖書を出版する。